# Eubank
Eubank – miasto w Stanach Zjednoczonych, w stanie Kentucky, w hrabstwie Lincoln.